# 이시다 요스케
이시다 요스케(일본어: 石田洋介, 1970년 7월 19일~)는 일본의 남자 싱어송라이터, 가수, 기타 연주자이다.